# Cerastium scaposum
Das Cerastium scaposum ist eine Pflanzenart aus der Gattung der Hornkräuter (Cerastium) in der Familie der Nelkengewächse (Caryophyllaceae). 

## Merkmale
Cerastium scaposum ist ein einjähriger Schaft-Therophyt, der Wuchshöhen von 2 bis 11 Zentimeter erreicht. Der Stängel ist sehr kurz und beblättert. Die Blütenstiele sind 10 bis 70 Millimeter lang. Die Blüten sind meist einzeln angeordnet. Die Kelchblätter sind 4 bis 5,5 Millimeter lang und mit sehr kurzen Haaren bedeckt. Sie sind kürzer als die Krone. Die Früchte sind zylindrische Kapseln.
Die Blütezeit reicht von April bis Juni.
Die Chromosomenzahl beträgt 2n = 36.

## Vorkommen
Cerastium scaposum ist auf Kreta endemisch. Die Art wächst auf Kalkfelsen und -geröll, in Phrygana sowie in offenen Wäldern in Höhenlagen von 250 bis 1700 (1900) Meter.

## Systematik
Es werden zwei Unterarten unterschieden:
- Cerastium scaposum Boiss. & Heldr. subsp. scaposum
- Cerastium scaposum subsp. peninsularum Greuter, N.Böhling & R.L.Jahn[3]